# Edy Hein
Pour les articles homonymes, voir Hein.
Edouard Hein dit Edy Hein, né le 11 août 1929 à Luxembourg et mort le 31 août 2006 dans la même ville, est un coureur cycliste luxembourgeois. Professionnel en 1953 au sein de l'équipe Peugeot-Dunlop, il participe au Tour de France.

## Palmarès
- 1951
  - Grand Prix François-Faber
- 1952
  - 3e du championnat du Luxembourg sur route amateurs
- 1953
  - 1rea étape de la Flèche du Sud (contre-la-montre par équipes)
  - 3eb étape du Tour de Luxembourg
  - 2e du Tour de Lorraine

## Résultats sur les grands tours

### Tour de France
1 participation
- 1953 : abandon (16e étape)